# Fernando Santos (futebolista)
Fernando Santos, conhecido apenas como Fernando (Rio de Janeiro, 25 de fevereiro de 1980), é um ex-futebolista brasileiro que jogava como zagueiro.

## Carreira
Descoberto em campinhos, aos 16 anos, Fernando começou sua carreira no Flamengo, onde jogou de 2000 a 2003, tendo ficado 4 anos nas categorias de base. É considerado o capitão mais jovem do Flamengo, assumiu o posto e levou o título do campeonato carioca de 2000 e 2001. Depois disto, esteve na Alemanha e na Áustria.
Retornou ao Flamengo, em meados de 2005, porém, após um ruim início de Campeonato Brasileiro em 2006 com atuações de baixo nível, foi barrado, tendo poucas oportunidades e vendido no meio do ano para o MSV Duisburg, onde cumpriu seu contrato e retornou ao Brasil.
Regressou ao Brasil para atuar pelo Vasco da Gama, maior rival do time que o revelou, o Flamengo. O zagueiro testemunhou o rebaixamento do Vasco em 2008 e mesmo com generosas propostas de outros clubes, decidiu permanecer para voltar com o clube para a Primeira Divisão.
Em 2011, após fazer parte da equipe que foi campeão da Copa do Brasil, deixou o Vasco da Gama e acertou com o Americana, para a disputa da Série B.
Em 2012, acertou com o Guarani, para a disputa da Série B.
Em março de 2013, a equipe do Madureira anunciou a contratação do zagueiro para a disputa da Taça Rio.

## Tìtulos
Flamengo
- Campeonato Carioca: 2000 e 2001
- Copa dos Campeões: 2001
- Copa do Brasil: 2006

Áustria Viena
- Supercopa da Áustria: 2004
- Copa da Áustria: 2005

Vasco da Gama
- Campeonato Brasileiro - Série B: 2009
- Copa da Hora: 2010
- Copa do Brasil: 2011

Seleção Brasileira
- Campeonato Mundial Sub-17: 1997